# Francisco Asensi Hernández
Francisco Asensi Hernández (1936, Algemesí- - 20 de noviembre de 2013) fue un escritor español, formado en humanidades, filosofía y teología, y licenciado en la Universidad de Valencia en Historia.
Fue sacerdote durante 10 años, de los cuales 6 fue director de un colegio mayor universitario. Fue cura destinado en Banyeres de Mariola. Después se licenció en Historia. Se volvió negativamente crítico con la Iglesia Católica.
Sus novelas tratan temas sobre la religión.
La novela Sangre es un thriller policiaco que trata de manera crítica al Opus Dei y fue publicada en Alemania, Polonia y Rumanía antes que en España. Entonces, Asensi tenía como agente literario a Carmen Balcells. La novela fue una reacción a la novela El código de Da Vinci porque era estereotipada y el autor Dan Brown sabía poco del tema que trataba.
La última novela que ha escrito (El evangelio de las mujeres) trata sobre la presencia de las mujeres en la Iglesia de los primeros cristianos.

## Obras
Artículos
Además de los artículos de opinión de su blog,  ha publicado en las revistas ATRIO y Barcella, y a Periodista Digital.
Destaca la reacción de un sacerdote católico despertada por un artículo.
Novelas
- La sibila de Delfos.Asesinato en el cónclave (1996)[1][4][15]
- Sombras sobre el Vaticano[4] (1999)[5]
- El diablo tiene nombre[4] (2001)[5]
- El secreto de Santo Angelo (2006)[5]
- Sangre (2012)[16]
- Hulda o el evangelio de las mujeres[3][5]